# A Liga
A Liga foi um programa de televisão brasileiro, criado pela produtora argentina Eyeworks e exibido pela Rede Bandeirantes entre 4 de maio de 2010 e 19 de dezembro de 2016.

## O programa
Para contar uma história sob a perspectiva de quem a vive só há um jeito, ir ao encontro dela. Comum seria não interferir e normal, nada sentir, não vivenciar. Mas não é isso que querem os apresentadores do programa. Eles tocam na realidade, olham de perto. É definido como jornalístico, mas procura mostrar com humor, drama e dose de acidez várias maneiras de se contar ao público uma mesma notícia.

## Mudanças na apresentação
A primeira pessoa a deixar a atração foi Tainá Müller que antes mesmo da estreia resolveu deixar o programa por não aguentar o ritmo do trabalho. Após ocupar o lugar de Tainá, Rosanne Mulholland decidiu não estar presente na segunda temporada do programa. Ainda no final de 2011, Rafinha Bastos foi dispensado do programa após a polêmica com a cantora Wanessa. Já em maio de 2012, Sophia Reis, filha do cantor Nando Reis anunciou que iria deixar o elenco do programa.
Dez dias após o anúncio de Sophia, o cantor Lobão deixou a atração. Antes de sua saída, em entrevista ao portal UOL, Lobão disse que era orientado a fazer perguntas bobas, além de ter problemas com a produção do programa. Em 2016, Mel Fronckowiak e Cazé Peçanha deixaram a atração e entra Maria Paula e Guga Noblat.

## Integrantes
| Apresentadores     | 2010 | 2011 | 2012 | 2013 | 2014 | 2015 | 2016 |
| ------------------ | ---- | ---- | ---- | ---- | ---- | ---- | ---- |
| Thaíde             |      |      |      |      |      |      |      |
| Débora Vilalba     |      |      |      |      |      |      |      |
| Rafinha Bastos     |      |      |      |      |      |      |      |
| Rosanne Mulholland |      |      |      |      |      |      |      |
| Tainá Müller       |      |      |      |      |      |      |      |
| Sophia Reis        |      |      |      |      |      |      |      |
| Cazé Peçanha       |      |      |      |      |      |      |      |
| China              |      |      |      |      |      |      |      |
| Lobão              |      |      |      |      |      |      |      |
| Mariana Weickert   |      |      |      |      |      |      |      |
| Rita Batista       |      |      |      |      |      |      |      |
| Mel Fronckowiak    |      |      |      |      |      |      |      |
| Maria Paula        |      |      |      |      |      |      |      |
| Guga Noblat        |      |      |      |      |      |      |      |

## Audiência
Após a saída de Rafinha Bastos da atração, o programa perdeu 65% de sua audiência na Grande São Paulo. Em 2013, com a estreia da nova temporada, o programa conseguiu picos de 13 pontos, ficando por alguns momentos na frente da Rede Globo. Durante as temporadas de 2014 e 2015, com Mel Fronckowiak compondo o time de apresentadores, o programa conseguiu se manter na vice-liderança isolada de audiência e no topo dos Trending Topics brasileiros no Twitter. Com a saída de Mel Fronckowiak do programa, a nova temporada de 2016 teve uma crise, assim como emissora Rede Bandeirantes, e não conseguiu alcançar mais que 3 pontos de audiência. Assim, Mel Fronckowiak e Cazé Peçanha (que também havia saído do programa na temporada anterior), reintegraram o time de apresentadores a fim de recuperarem a audiência.

## Prêmios e indicações
Em 2014, 2015 e 2016, respectivamente, Mel Fronckowiak venceu o Prêmio Jovem Brasileiro de Melhor Apresentadora e Melhor Repórter pelo seu desempenho no programa.
| Ano  | Prêmio                  | Categoria                          | Resultado |
| ---- | ----------------------- | ---------------------------------- | --------- |
| 2010 | Prêmio APCA             | Programa Jornalístico              | Venceu    |
| 2014 | Troféu Internet         | Melhor Programa de TV              | Indicado  |
| 2015 | Troféu Internet         | Melhor Programa Jornalístico de TV | Indicado  |
| 2015 | Prêmio Jovem Brasileiro | Melhor Programa ou Série de TV     | Indicado  |
| 2015 | Shorty Awards           | TV Show                            | Indicado  |